# Complex Olímpic d'El·linikó

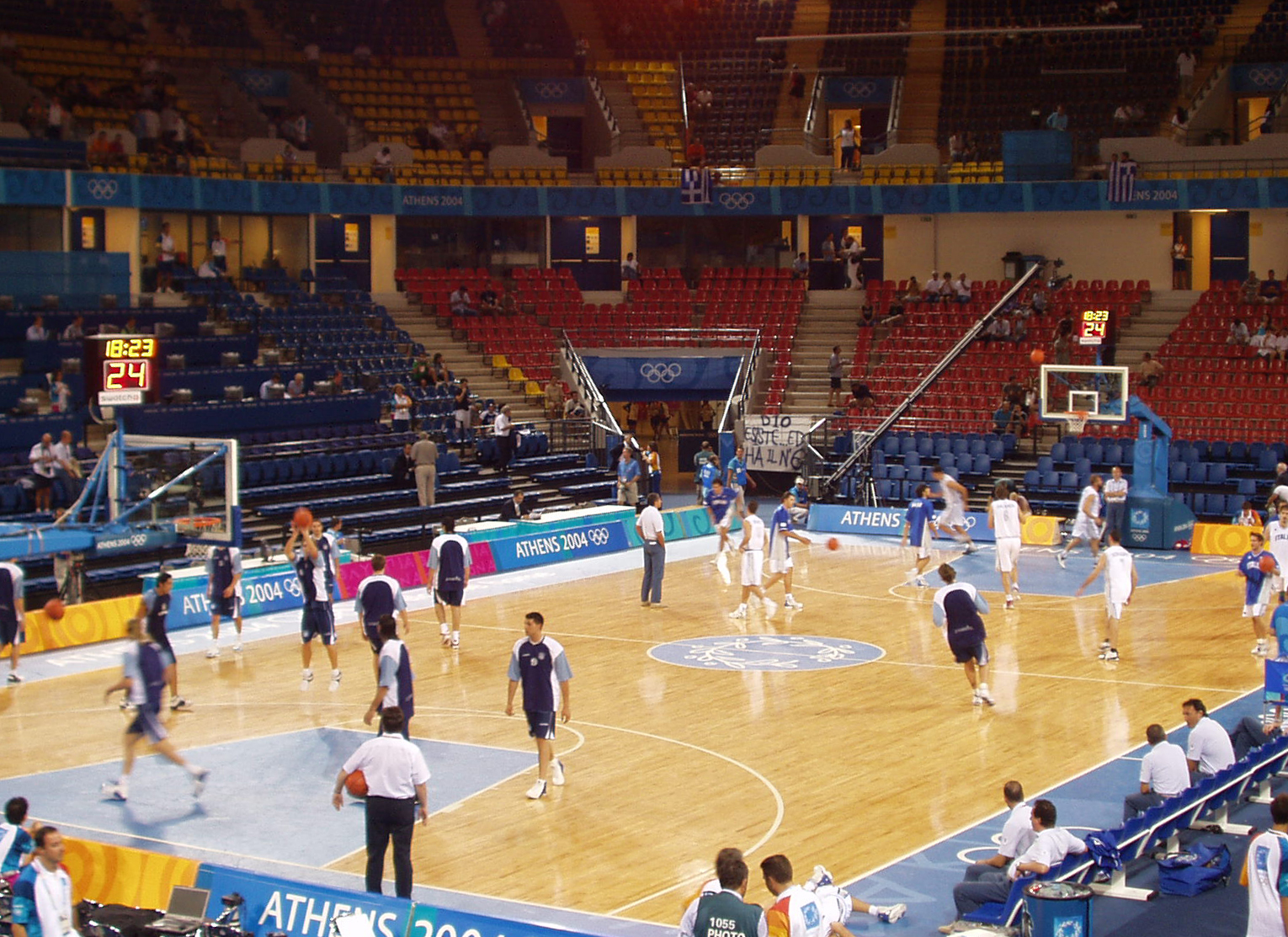
Imatge d'un partit de bàsquet durant els Jocs.

El Complex Olímpic d'El·linikó és una àrea esportiva situada a la ciutat d'El·linikó, població situada a la costa est de Grècia i a 30 quilòmetres de la Vila Olímpica.
Va ser construït específicament per als Jocs Olímpics d'Estiu de 2004 i es compon de 5 seus separades per a la pràctica del piragüisme, hoquei sobre herba, beisbol, softbol i esgrima. En una pista coberta adjacent també s'hi celebren competicions de bàsquet i handbol.

## Centre Olímpic de Piragüisme
El Centre Olímpic de Piragüisme fou construït per a la realització de les proves de piragüisme en aigües braves sobre la zona de l'antic Aeroport d'El·linikó. Consisteix en un tram navegable per a la competició, un segon tram d'entrenament i un tercer d'aigües tranquil·les que enllaça amb un llac natural que ocupa una superfície total de 27.000 metres quadrats. La instal·lació compta amb un aforament de 7.600 espectadors, encara que només 6.700 van ser posats a disposició del públic per als Jocs Olímpics.

## Centre Olímpic d'Hoquei
El Centre Olímpic d'Hoquei fou utilitzat per a la competició d'hoquei sobre herba durant la realització dels Jocs. La instal·lació compta amb dos camps d'hoquei amb un aforament de 7.300, tot i que tan sols es posaren 5.200 seients a disposició dels espectadors durant els Jocs; i 2.100, 1.200 posats a disposició dels espectadors, respectivament. Les instal·lacions també compten amb una pista d'escalfament per a l'ús dels atletes.
La construcció de la instal·lació finalitzà el 29 de febrer de 2004 i es va inaugurar oficialment l'11 d'agost del mateix any, poc abans de l'inici dels Jocs.
Durant la realització dels Jocs Paralímpics d'estiu de 2004 el Centre Olímpic d'Hoquei fou el lloc on es realitzaren les proves de Futbol 5 i Futbol 7.

## Centre Olímpic de Beisbol
El Centre Olímpic de Beisbol fou utilitzat durant la realització de la competició de beisbol durant els Jocs Olímpics. Compta amb dues pistes amb una capacitat per a 8.700 i 4.000 espectadors, si bé només foren posats a disposició del públic 6.700 i 3.300 seients respectivament.
La construcció de la instal·lació finalitzà el 27 de febrer de 2004 i fou inaugurat el 12 d'agost del mateix any, un dia abans de la inauguració dels Jocs.
Durant la realització dels Jocs Paralímpics aquest centre fou la seu de la competició de tir amb arc.

## Centre Olímpic de Softbol
El Centre Olímpic de Softbol fou utilitzat durant la realització de la competició de softbol durant els Jocs Olímpics. Les instal·lacions compten amb un estadi amb una capacitat per a 4.800 espectadors, si bé només es posaren a la venda 3.400 entrades.
Les obres finalitzaren el 29 de febrer de 2004 i s'inaugurà el 30 de juliol del mateix any.

## Centre Olímpic d'Esgrima
El Centre Olímpic d'Esgrima fou utilitzat per a la realització de la competició d'esgrima durant els Jocs. Tingué una capacitat de 3.800 seients durant les fases prèvies i de 5.000 a les finals. El centre fou inaugurat oficialment el 30 de juliol de 2004.
Durant els Jocs Paralímpics d'estiu de 2004 el Centre Olímpic d'Esgrima fou la seu de les proves d'esgrima en cadira de rodes.

## Indoor Arena
L'Indoor Arena és un espai adjacent al Centre Olímpic d'Esgrima. Va ser la seu de les rondes preliminars dels partits de bàsquet i handbol durant la realització dels Jocs Olímpics. La instal·lació compta amb un aforament per a 15.000 espectadors per al bàsquet, encara que només 10.700 llocs van ser posats a disposició del públic durant els Jocs Olímpics, i per a 13.500 espectadors d'handbol, encara que només 10.300 llocs van ser posats a disposició del públic. La construcció de la instal·lació finalitzà el 31 de maig de 2004 i fou inaugurat oficialment el 30 de juliol d'aquell any.
Durant els Jocs Paralímpics d'estiu de 2004 l'Indoor Arena va ser l'escenari per al rugbi en cadira de rodes. En l'actualitat és la seu del club de bàsquet Panionios B.C. i del Panellinios Gymnastikos Syllogos i acostuma a ser seu de les finals de la Copa de bàsquet de Grècia.